# Anomala raphiocaula
Anomala raphiocaula är en skalbaggsart som beskrevs av Ohaus 1915. Anomala raphiocaula ingår i släktet Anomala och familjen Rutelidae. Inga underarter finns listade i Catalogue of Life.